# ثعلبة بن عمرو بن محصن
ثعلبة بن عمرو بن محصن (المتوفي سنة 13 هـ) صحابي من بني مبذول من الخزرج، شهد مع النبي محمد المشاهد كلها، اختلفوا في وفاته، فقال الواقدي أنه توفي في خلافة عثمان بن عفان، بينما رجّح عبد الله بن محمد بن عمارة الأنصاري أنه شارك في فتح العراق، وقُتل في موقعة الجسر.

## روايته للحديث النبوي
- روى عن: النبي محمد.[3]
- روى عنه: ابنه عبد الرحمن بن ثعلبة.[3]
- مروياته: روى حديث واحد، رواه ابن ماجة.[3]